# Jofre Carreras Pagès
Jofre Carreras Pagès (Girona, 17 de juny de 2001) és un futbolista català que juga com a migcampista pel RCD Espanyol. És internacional amb la selecció catalana

## Carrera de club
Carreras va ingressar al planter del RCD Espanyol el 2014, després d'haver passat pel Girona FC i el Grup Excursionista i Esportiu Gironí. Va fer el seu debut com a sènior amb l'equip B el 10 de febrer de 2019, entrant a la segona part per substituir Carlos Doncel en una derrota a casa per 0–1 contra el CE Alcoià en partit de Segona Divisió B.
Carreras va renovar el seu contracte amb el Pericos el 28 de febrer de 2020, signant fins al 2024. Va fer el seu debut com a professional el 27 de setembre, reemplaçant Fran Mérida en una victòria per 2–0 a fora contra el Reial Oviedo al campionat de Segona divisió.
Carreras va renovar el seu contracte amb els Pericos el 28 de febrer de 2020, signant-hi contracte fins al 2024. Va fer el seu debut com a professional el 27 de setembre, substituint Fran Mérida en una victòria per 2-0 fora de casa contra el Reial Oviedo a la Segona Divisió.
Carreras va debutar a La Liga el 31 de desembre de 2021, en substitució d'Aleix Vidal al final de la victòria per 2-1 fora de casa contra el València CF. El 14 d'agost següent, va ampliar encara més el seu contracte fins al 2026, i va ser cedit al CD Mirandés de segona divisió, per un any.
Carreras va marcar el seu primer gol com a professional el 12 de març de 2023, aconseguint el segon del seu equip en una victòria per 4-3 fora de casa contra el Sporting de Gijón.

## Internacional

### Catalunya
El 28 de maig de 2025 va disputar amb la selecció catalana el partit contra Costa Rica, en què va debutar amb la selecció en una victòria per 2 a 0 a l'Estadi Johan Cruyff.